# GMDSS
Het wereldwijd maritiem nood- en veiligheidssysteem (Global Maritime Distress and Safety System, GMDSS) is een wereldomvattend maritiem communicatiesysteem dat gebruikmaakt van DSC en satellietcommunicatie.
In 1988 werd hoofdstuk IV van SOLAS geamendeerd waarmee werd bepaald dat GMDSS zou worden ingevoerd. Dit vond plaats op 1 februari 1992, waarna het systeem op 1 februari 1999 in werking trad. Het systeem is verplicht voor beroepsvaart op zee en wordt sterk aanbevolen voor pleziervaart. Wie GMDSS wenst te gebruiken, moet wel beschikken over een GMDSS-bedieningscertificaat (Marcom-A of Marcom-B in Nederland). De kustwacht (MRCC, maritiem reddings- en coördinatiecentrum) beluistert te allen tijde de kanalen VHF-kanaal 16 en VHF-DSC 70 uit. Indien nodig kan ook gebruik gemaakt worden van de MF-frequentie 2182 kHz en MF-DSC frequentie 2187,5 kHz. Bij een noodoproep met behulp van DSC kunnen de positie, tijd en het MMSI doorgestuurd worden naar de ontvangers binnen bereik.

## Onderdelen van GMDSS

### EPIRB
Cospas-sarsat is een internationaal zoek- en reddingssysteem gebaseerd op satellieten. Het is opgericht door Canada, Frankrijk, de Verenigde Staten en Rusland. Deze vier landen hielpen mee bij de ontwikkeling van de Epirb, werkend op een frequentie van 406 MHz en ontworpen door GMDSS zelf om te kunnen werken via het Cospas-sarsatsysteem. De automatisch activerende Epirbs zijn nu vereist op SOLAS-schepen, commerciële vissersboten en alle passagiersschepen. Ze zijn ontworpen om een identificatie en positie van het schip door te zenden naar een RCC (rescue coordination centre) eender waar ter wereld. In de nieuwste modellen zit reeds GPS ingebouwd zodat de noodpositie steeds nauwkeuriger wordt. De oude modellen hebben geen ingebouwde GPS en kunnen dus alleen de identificatie naar de satelliet sturen. De positie wordt in de LUT (Local User Terminal) berekend aan de hand van het dopplereffect dat optreedt bij de LEO-satellieten van het Cospas-Sarsat-systeem. De identificatie van het schip bestaat uit een hexadecimale tekenreeks van 16 karakters.
De EPIRB wordt door de HRU (hydrostatic release unit) automatisch uit de houder losgelaten als de EPIRB vier meter onder water is. Na het vrijkomen van de EPIRB komt deze boven drijven en kan het signaal de satellieten bereiken. Het is daarom belangrijk dat de EPIRB vrij is opgesteld, zodanig dat hij niet geblokkeerd raakt als het schip ten onder gaat. 
Ook vliegtuigen bezitten een EPIRB. Deze wordt echter niet geactiveerd door druk, maar door impact. Een G-shock detector zorgt hiervoor.

### Navtex
Navtex is een internationaal automatisch systeem dat maritieme waarschuwingen verspreidt omtrent navigatie, weerberichten en -waarschuwingen, zoek- en reddingsoperaties en andere gelijkaardige informatie, aangeduid met een code. Aan boord bevindt zich een Navtex-ontvanger die de inkomende berichten uitprint op thermisch papier of op een scherm weergeeft. Ook het gebied waarvan men berichten wil ontvangen, moet ingesteld zijn, evenals de codes van de informatieberichten. Berichten van het type A, B, D en L zijn verplicht te ontvangen en kunnen niet uitgeschakeld worden. Hierbij staat A voor navigational warnings, B voor meteorological warnings, D voor SAR-berichten en L voor additional navigational warnings.
Voor de NAVTEX zijn er 3 frequenties toegekend:
- 518 kHz voor internationale berichten (in het Engels)
- 490 kHz voor lokale berichten (in de taal van het land dat de uitzending verzorgt)
- 4209,5 kHz voor in de tropen

Het NAVTEX Manual is een bijlage van GMDSS.

### Inmarsat
Satellietsystemen beheerd door Inmarsat, onder toezicht van de Internationale Organisatie voor Mobiele Satellieten (IMSO), zijn ook belangrijke elementen van GMDSS. Vier types van Inmarsat-terminals zijn door GMDSS erkend: Inmarsat  C en F77. Inmarsat F77, een vernieuwde versie van A, voorziet schip-wal, schip-schip- en wal-schip-telefonie, telex en snelle datadiensten, inclusief een noodtelefonie- en noodtelexdienst naar en van een RCC. F77 wordt gebruikt met Inmarsat C, dit is een store-and-forward-systeem, niet zoals F77 waar een directe verbinding met de correspondent tot stand wordt gebracht. Een scheepstelexbericht wordt via de satelliet doorgestuurd naar een coast-earth station store-computer. Na een kleine vertraging zal het kuststation het bericht doorsturen naar de bestemming. Omdat directe verbindingen niet nodig zijn, zijn de tarieven en kosten van dit systeem aanmerkelijk lager dan andere Inmarsatsystemen. Ook nog zijn de Inmarsat EPIRB's vervangen door de Cospas-sarsat EPIRB's met GPS ingebouwd. Onmiddellijke alarmering is mede mogelijk door de Geosar-satellieten van het Cospas-sarsat-systeem.

### SART
De GMDSS-installatie aan boord van schepen bevat ook een of meerdere radartransponders. Deze worden gebruikt om reddingsvlotten, reddingssloepen of schepen in nood te lokaliseren door een signaal uit te zenden dat bestaat uit 12 zaagtanden, naar de 3-cm (of X-band) radar. Alle SOLAS-schepen moeten volgens het SOLAS-reglement uitgerust zijn met minimaal een X-bandradar. De detectiereikwijdte tussen de transponders en de schepen hangt af van de hoogte van de radarmast van het schip en de hoogte van de sart. Normaal gezien is dit iets van een 15 kilometer of 8 zeemijl. De radar van een helikopter kan het signaal detecteren vanaf 35 nautische mijlen.

### GMDSS Sea areas
- Sea area A1: Gebied waar zich minstens een VHF-(marifoon)-DSC-kuststation in bevindt. Deze houdt een permanente DSC/VHF-luisterwacht op kanaal 16, kanaal 70 wordt gebruikt voor digitale berichtgeving via DSC-oproepen (digital selective calling). (Bereik +/- 40 zeemijl)

- Sea area A2: Gebied, buiten sea area A1 waar zich minstens een MF/DSC-kuststation in bevindt dat een permanente luisterwacht houdt op 2187,5 (bereik +/- 200 zeemijl).
- Sea area A3: Gebied, buiten sea area A1 and A2, binnen het verzekerde bereik van een Inmarsat-satelliet, waar een continu alarm mogelijk is (tussen 76°NB en 76°ZB).
- Sea area A4: Gebied buiten sea areas A1, A2 en A3. Hoofdzakelijk poolgebieden. Noodalarm via kortegolfradio.